# Martin Bareš
Martin Bareš (* 25. listopadu 1968 Brno) je český profesor neurologie a akademický funkcionář, od září 2019 rektor Masarykovy univerzity. Předtím zde byl řadu let prorektorem a od února 2018 do září 2019 děkanem Lékařské fakulty Masarykovy univerzity. V letech 2021 až 2023 byl i předsedou České konference rektorů.

## Řídící funkce
V únoru 2018 se stal děkanem Lékařské fakulty Masarykovy univerzity. Funkci převzal po Jiřím Mayerovi, který byl v pozici děkana v období 2010–2018. S nástupem na post děkana ukončil své působení jako prorektor univerzity, jakož i na pozici zástupce přednosty I. neurologické kliniky pro vědu a výzkum.
Dne 1. dubna 2019 ho akademický senát Masarykovy univerzity zvolil do funkce rektora univerzity. V prvním kole tajné volby získal Bareš od 50 přítomných senátorů 36 hlasů; jeho protikandidáta, proděkana přírodovědecké fakulty Jaromíra Leichmanna, volilo 11 senátorů, tři odevzdané hlasy byly neplatné.
Zkušenosti s působením ve vedení školy sbíral Bareš v letech 2011–2018, kdy působil nejprve jako její prorektor pro rozvoj a poté prorektor pro akademické záležitosti. Za své priority označil Bareš v době volby posilování role univerzity jako pilíře svobody v současné společnosti a zvýšení kvality vzdělávání, vědy a výzkumu na mezinárodní úrovni.
Dne 11. července 2019 jej do funkce rektora jmenoval prezident Miloš Zeman, a to s účinností od 1. září téhož roku. Ve funkci tak Bareš nahradil Mikuláše Beka, kterému skončilo druhé volební období a o zvolení se tedy už ucházet nemohl. Bareš v souvislosti se svým zvolením k 1. září 2019 rezignoval na post děkana Lékařské fakulty, kde ho nahradil přednosta ortopedické kliniky při FN Brno prof. Martin Repko.
V červnu 2021 byl zvolen také předsedou České konference rektorů, funkce se ujal 1. srpna 2021, kdy v této pozici nahradil rektora České zemědělské univerzity v Praze Petra Skleničku. Mandát mu skončil 31. července 2023, nahradila jej rektorka Univerzity Karlovy Milena Králíčková.
V dubnu 2023 byl opět zvolen kandidátem na funkci rektora Masarykovy univerzity. V červenci 2023 jej prezident ČR Petr Pavel do této funkce jmenoval, a to s účinností od 1. září 2023. Druhé funkční období by mu tak mělo skončit na konci srpna 2027.

## Vědecká činnost

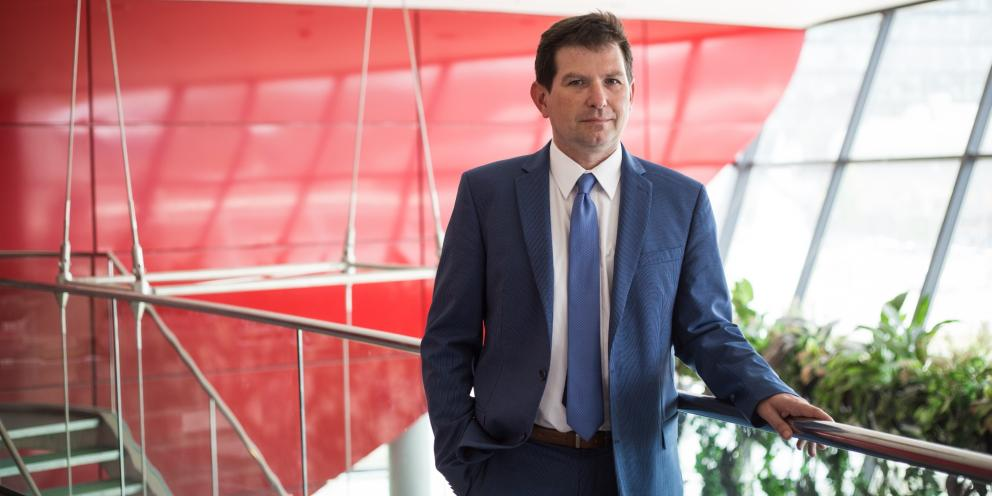
Martin Bareš jako děkan lékařské fakulty

Je přednášejícím v oborech všeobecné lékařství, zubní lékařství, optometrie, fyzioterapie, neurofyziologie pro studenty přírodních věd LF MU a školitel doktorandů oborové rady neurologie a neurovědy.
Působí v těchto vědeckých radách: Masarykova univerzita, Lékařská fakulta MU a CEITEC MU, dále též UPOL, Lékařská fakulta UPOL, Fakulta veterinárního lékařství VFU. Je členem České lékařské komory, České neurologické společnosti, České společnosti klinické neurofyziologie, České lékařské společnosti Jana Evangelisty Purkyně, Movement Disorders Society, Society for the Research on the Cerebellum a Society for Neuroscience. Rovněž je členem redakční rady časopisů Clinical Neurophysiology, Behavioural Neurology, Tremor and Other Hyperkinetic Movements a Biomedical Papers.

## Osobní život
Je ženatý, má dva syny a dceru.